# Ferronorte

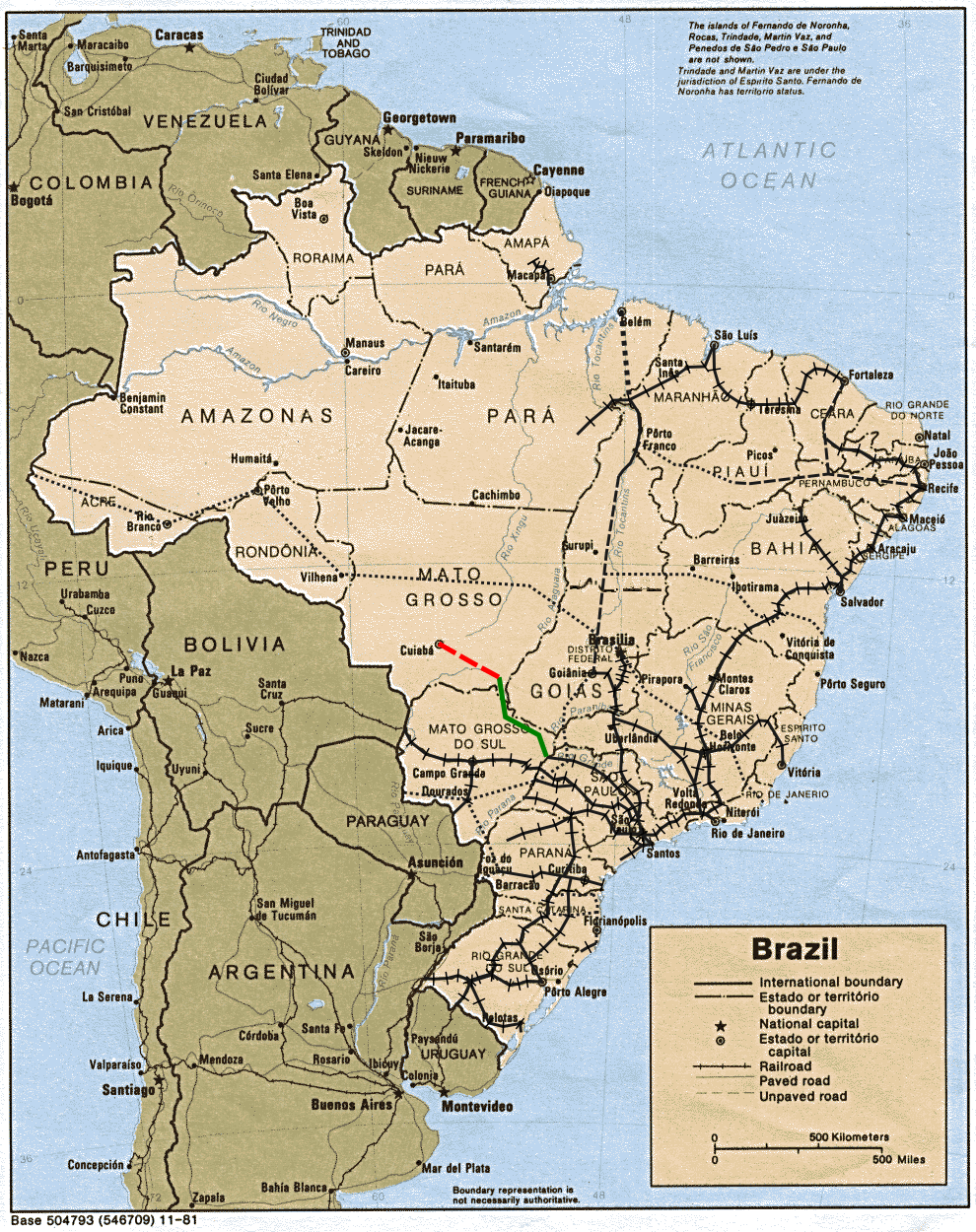
Streckennetz der Ferronorte

Ferronorte (Ferrovias Norte do Brasil) war eine brasilianische Bahngesellschaft, die von dem Unternehmer Olacyr Francisco de Moraes mit dem Ziel gegründet wurde, die Orte Porto Velho und Santarém (Pará), über Cuiabá miteinander zu verbinden. Ausgehend vom Streckennetz der FEPASA in Santa Fé do Sul (São Paulo) sollte diese Strecke dann an den Hafen von Santos angebunden werden. Die Gesellschaft erhielt eine Konzession für 90 Jahre. Die Idee dieser Nord-Süd-Verbindung war bereits von Euclides da Cunha 1901 vorgeschlagen worden. 1998 wurde der Zusammenschluss von Bahngesellschaften FERROPASA gegründet, in dem Ferronorte und Novoeste aufgingen.
2006 ging die Kontrolle an den Transportkonzern América Latina Logística (ALL) über.
Geplant ist ein Anschluss Richtung Norden an den Amazonas.